# 20316 Jerahalpern
20316 Jerahalpern è un asteroide della fascia principale. Scoperto nel 1998, presenta un'orbita caratterizzata da un semiasse maggiore pari a 2,4261461 UA e da un'eccentricità di 0,1636719, inclinata di 1,43984° rispetto all'eclittica.